# Nosy Berafia
Nosy Berafia är en ö i Madagaskar. Den ligger i den norra delen av landet. Arean är 23,8 kvadratkilometer.
Terrängen på Nosy Berafia är platt. Ön sträcker sig 9,7 kilometer i nord-sydlig riktning, och 6,1 kilometer i öst-västlig riktning. Den är täckt av skog.  